# ألان أندرسون (مؤرخ)
ألان أندرسون (بالإنجليزية: Alan Orr Anderson)‏ (و. 1879 – 1958 م) هو مؤرخ من إسكتلندا، والمملكة المتحدة، توفي عن عمر يناهز 79 عاماً.

## التعليم
تعلم في جامعة إدنبرة، وRoyal High School, Edinburgh ‏.